# گیبنز، آلبرتا
گیبنز، آلبرتا (به انگلیسی: Gibbons, Alberta) یک منطقهٔ مسکونی در کانادا است که در آلبرتا واقع شده‌است. گیبنز ۳٬۱۵۹ نفر جمعیت دارد و ۶۴۳ متر بالاتر از سطح دریا واقع شده‌است.